# Torre de televisión de Berlín
La Torre de televisión de Berlín (en alemán: Berliner Fernsehturm) es una torre de radiodifusión ubicada en el centro de Berlín, capital de Alemania. Es un punto de referencia muy conocido, cercano a la Alexanderplatz. La torre fue construida en 1969 por la extinta República Democrática Alemana (RDA) y su imagen fue usada desde entonces por el gobierno de la RDA como un símbolo de Berlín Oriental. Con más de un millón de visitantes al año, constituye hoy en día una de las diez atracciones más valoradas de Alemania.
La Fernsehturm, de estilo internacional, fue erigida entre 1965 y 1969 por la Deutsche Post, el servicio de telecomunicaciones estatal de la RDA, en el histórico barrio de Mitte (parte del distrito del mismo nombre). Su inauguración tuvo lugar el 3 de octubre de 1969. Esta torre supera en 220 metros a la antigua torre de radiodifusión berlinesa, construida en la década de 1920 en la zona occidental de la ciudad. Como emblema y, en gran medida, punto de referencia visual, la torre de televisión domina el horizonte de Berlín. Junto con monumentos como la Puerta de Brandeburgo, la Columna de la Victoria o el edificio del Parlamento, la capital se ve representada a menudo por la Fernsehturm en escenas de apertura de películas relacionadas con Berlín. La altura original del Fernsehturm era de 365 metros, pero pasó a ser de 368 luego de la instalación de una nueva antena en los años 1990. Es actualmente la cuarta torre de telecomunicaciones más alta de Europa, solo superada por la Torre Ostankino de Moscú, la Torre de telecomunicaciones de Kiev, y la Torre Küçük Çamlıca de Estambul.
La denominada internamente como «torre de telecomunicaciones 32» (en alemán: Fernmeldeturm 32), sede de varias emisoras de radio y televisión, sirve además de mirador con un bar a 203 metros de altura y cuenta con un restaurante. Asimismo, está disponible para celebraciones. Esta destacada edificación representa un importante y simbólico cambio. Tras la Reunificación alemana, la torre pasó de ser un símbolo nacional político de la RDA a un símbolo comunitario de la Berlín reunificada. Gracias a su lenguaje de formas universal y atemporal, ha adquirido un carácter emblemático creciente y se identifica a escala internacional con Berlín y Alemania. La Fernsehturm adquirió el estatus de monumento en la RDA de 1979, y se mantuvo como tal tras la Reunificación.  
No debe confundirse a esta torre con otra anterior aún existente: la Torre de radio de Berlín.

## Situación
La torre de televisión de Berlín se encuentra al suroeste de la estación Alexanderplatz, y al noroeste del Marx-Engels Forum. La localización de esta edificación se atribuye a menudo, y por error, a la plaza de Alexanderplatz, situada al noroeste. Dada la cercanía de esta conocida plaza, la torre ha dado en llamarse incluso "torre Álex" , sobre todo por los visitantes de Berlín.
A la estación Alexanderplatz llegan, junto con las líneas de metro, varias líneas de tranvía y autobuses; y  la salida central de la estación conduce hasta la entrada de la torre.
Al mismo tiempo que la torre de televisión, se planificó en la Alexanderplatz el entonces hotel Interhotel Stadt Berlin, inaugurado en 1970 y operado hoy bajo el nombre de Park Inn por Radisson Berlin Alexanderplatz. Entre 1967 y 1972 se erigió, al sur de la torre, el conocido centro comercial Rathauspassagen, junto al ayuntamiento rojo.

## Historia

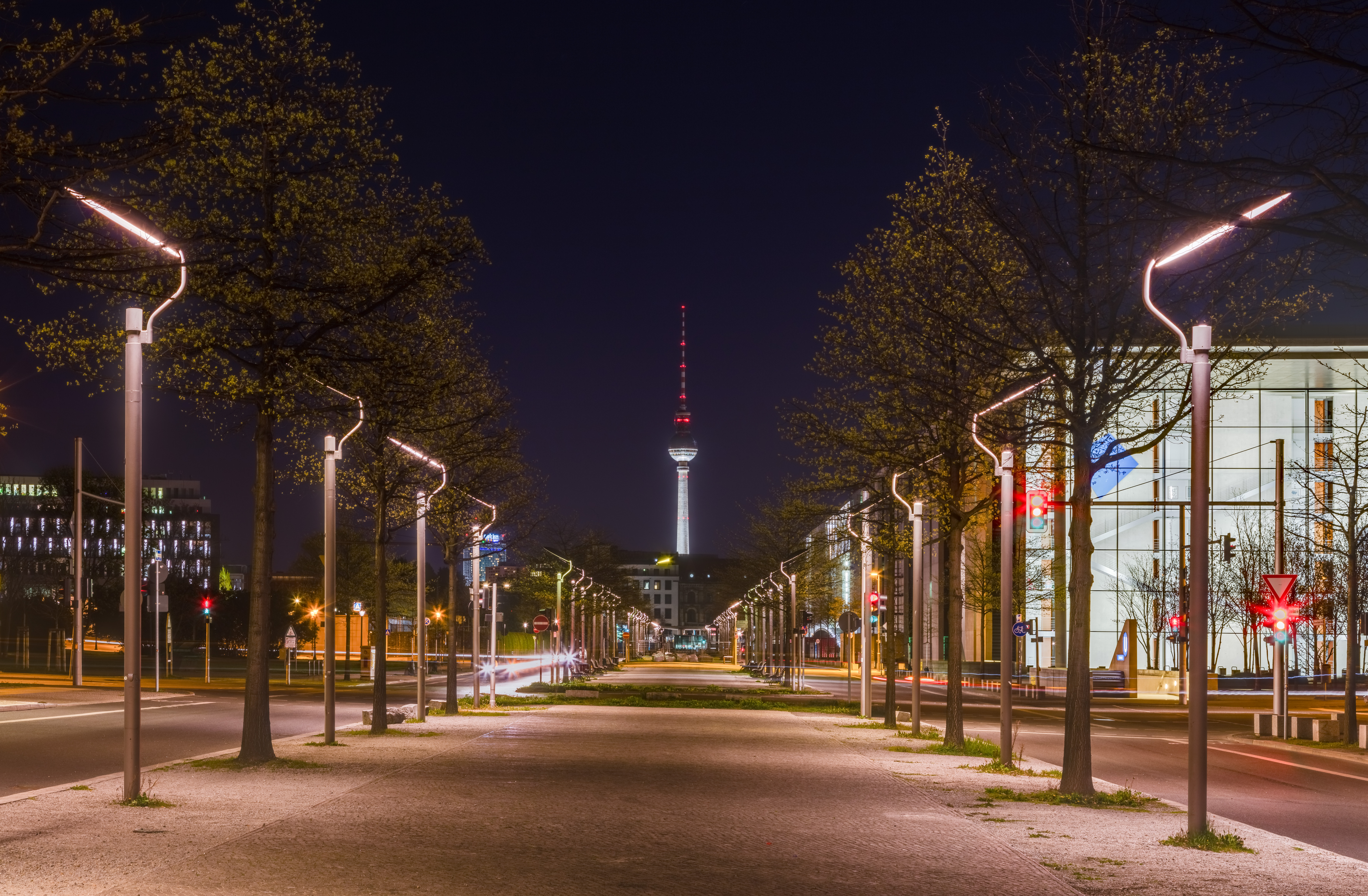
La torre desde las cercanías del Reichstag.

### Antecedentes
En la Conferencia Europea de Radiodifusión celebrada en Estocolmo en 1952, donde se llevó a cabo la asignación de las frecuencias en el espacio europeo, se concedieron únicamente dos frecuencias de televisión a la entonces RDA, no reconocida políticamente por la mayoría de países. En estas condiciones, el término municipal de Berlín no podía contar con varias emisoras pequeñas sin que esto provocase interferencias y las correspondientes incidencias en la recepción de televisión.  Por tanto, para una cobertura completa y sin problemas, se necesitaba un emisor potente con la mayor altura posible. En la década de 1950, sólo unas pocas emisoras provisorias pudieron desempeñar su función en Berlín.
Ya en el año 1952, el servicio de telecomunicaciones estatal de la RDA comenzó con la planificación de una torre de televisión para Berlín. En un principio, su edificación se planeó al sureste de la ciudad. Sin embargo, el proyecto se detuvo poco después de haber comenzado las obras, al constatar que la localización se encontraba a tan sólo ocho kilómetros del aeropuerto  Berlin-Schönefeld y que la altura de la torre en los aledaños del corredor de llegada ponía en peligro la seguridad aérea. Tras el fracaso de varios intentos de negociación, el proyecto quedó suspendido en 1956. Durante los años siguientes, se buscaron diversas alternativas y se barajaron varias localizaciones, entre otras el barrio de Berlín Friedrichshain, pero estos planes también acabaron siendo víctimas de las medidas de ahorro derivadas del alto coste del levantamiento del  Muro. 
En los años consecutivos, se continuaría buscando una ubicación. Además de la finalidad pragmática de proporcionar una radiodifusión óptima, el papel de la torre como nueva insignia de la ciudad cobraba cada vez más protagonismo, motivo por el que una localización central de la misma fue apoyada por el propio gobierno en 1964, y defendida por la cúpula del Partido Socialista Unificado de Alemania. Así, la decisión quedaba condicionada políticamente. 
En la planificación y realización de la torre participaron varios arquitectos, entre los que se encuentran Hermann Henselmann y Jörg Streitparth en la planificación inicial; Fritz Dieter, Günter Franke y Werner Ahrendt en la planificación entre 1965 y 1969, así como Walter Herzog, Gerhard Kosel y Herbert Aust.

### Construcción de la torre
Los trabajos de cimentación comenzaron el 4 de agosto de 1965 y se concluyeron a finales de ese mismo año. El hormigonado de la base comenzó el 15 de marzo de 1966. Avanzó rápidamente, de modo que la marca de 100 metros se superó el 4 de octubre de 1966; y el 16 de junio de 1967, el fuste alcanzó su altura definitiva. En total, se emplearon 8000 metros cúbicos de hormigón para el fuste de 26.000 toneladas de peso y 248,78 metros de altura.
Paralelos a la construcción del fuste, se realizaron los preparativos para la bola de la torre. El equipo de trabajo VEB Ipro elaboró el proceso de montaje de la bola en el fuste de hormigón armado, por lo que se podía montar en el suelo dividida en 120 segmentos. Para ello, en abril de 1967 se erigió entre la  iglesia de Santa María (Marienkirche) y el  ayuntamiento rojo de Berlín (Rotes Rathaus) una réplica del fuste de 35 metros de altura, en la que se realizó un montaje previo de la bola. Estos trabajos se prolongaron hasta noviembre de 1967. Para entonces, los costes habían aumentado desde los 33 millones de marcos calculados en un primer momento, a 95 millones; debido, sobre todo, a los elementos y materiales importados de la Alemania occidental y adquiridos con divisas. En febrero de 1968, se comenzó a montar la bola en el fuste, y finalmente, el 7 de octubre de 1968, se instaló la última pieza de la bola. Del 2 al 30 de octubre de 1968, se montó la aguja y la estructura de la antena, de modo que en los años consecutivos pudo continuarse con el interior. 
A principios de 1969, se filtró agua en la bola, lo cual causó daños importantes y tuvo que impermeabilizarse de nuevo. El 3 de octubre de 1969, se concluyeron las obras del interior y pudo terminarse el pabellón de entrada. Tras 53 meses de estricto periodo de obras y a pesar de todas las dificultades, la torre se finalizó en un discutible tiempo récord. Los costes ascendieron a más de 132 millones de marcos.
La edificación, que recibió el nombre oficial de Torre de Televisión y UHF, era, en octubre de 1969, la segunda torre de televisión más alta del mundo, superada únicamente por la torre Ostankino de Moscú. Asimismo, y siguiendo a la torre de Moscú y el Empire State de Nueva York, constituía la tercera edificación independiente más alta de su tiempo.

### Tras la inauguración
El 3 de octubre de 1969, el jefe de Estado de la RDA, Walter Ulbricht, junto con su mujer Lotte y una delegación de altos funcionarios, entre los que figuraban Günter Mittag, Herbert Warnke, Paul Verner, Rudolph Schulze, Erich Honecker, Werner Lamberz y Erich Mielke, inauguró la torre de televisión y dio la señal de salida al segundo canal de televisión estatal de la RDA, la DFF 2. Con ello, daba comienzo la era de la televisión en color en la RDA. Desde el 7 de octubre de 1969, Día de la República, la torre se encuentra abierta al público. 
El 16 de febrero de 1970, comenzaron a emitirse desde la torre cinco programas UHF, y un primer programa de televisión siguió el 4 de abril de 1970. A principios de 1972, se terminaron las obras de los dos pabellones de exposición, el centro de información de Berlin Information, un cine y los establecimientos gastronómicos. En total, se ofrecía aforo para un total de casi 1000 visitantes.  Después de que, en 1975, se estableciera la base jurídica para la protección histórica de monumentos, la torre de televisión de Berlín se vio amparada por esta ley. Cuando cayó la RDA, la República Federal fijó el estatus de monumento de la edificación. 
Tras la Reunificación alemana en 1990, cobraron fuerza las voces que pedían la demolición de la torre. Sin embargo, Alemania decidió mantenerla y pasó a manos de Deutsche Telekom, que invirtió más de 50 millones de marcos en la modernización de las instalaciones de retransmisión y la renovación del edificio. Entre otras mejoras, la antena de hasta entonces 327 metros, fue dotada de una aguja más eficiente. Con lo que en el verano de 1997, la torre pasó  de 365 a 368 metros de altura. 
La Fernsehturm forma parte de los monumentos berlineses que, desde octubre de 2004, se alumbran artísticamente cada año con una iluminación especial en el Festival of Lights. Con motivo del  Mundial de fútbol de 2006 y en el marco de una acción publicitaria de Telekom, la bola de torre se convirtió en un balón de fútbol de color magenta.

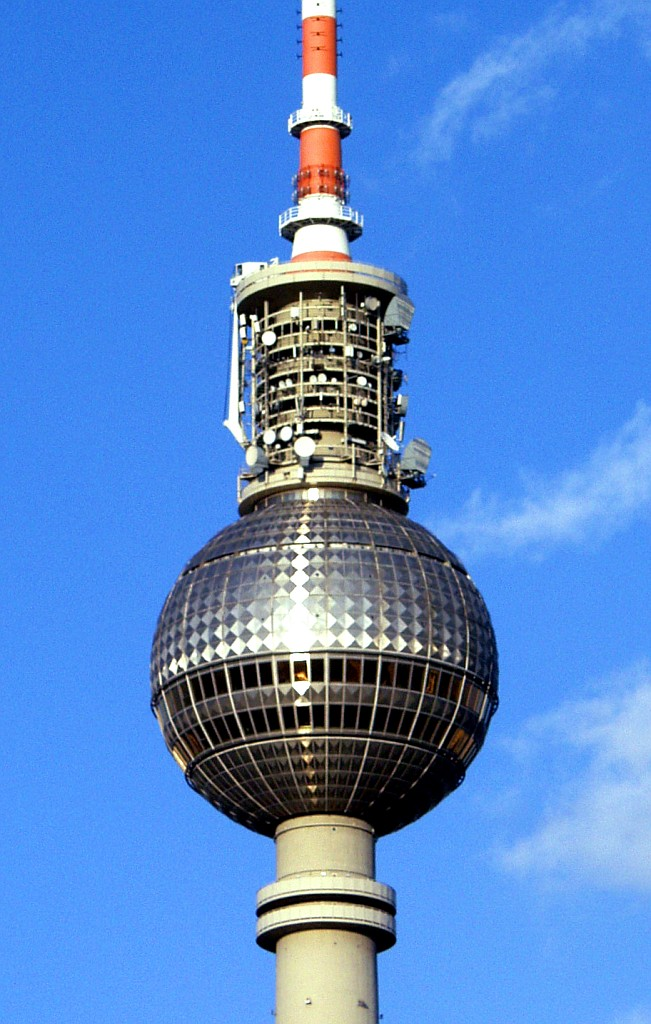
Detalle de la bola, conocida popularmente como Revancha del Papa.

## La revancha del Papa
Cada vez que el sol se refleja en la cúpula de acero inoxidable del Fernsehturm, se forma el dibujo de una cruz. Este efecto no fue buscado ni previsto por nadie. Bromeando con el ateísmo del Estado socialista, los berlineses empezaron a llamar al fenómeno de la cruz luminosa como Rache des Papstes, o la revancha del Papa. Por la misma razón la torre también fue denominada San Walter, en referencia a Walter Ulbricht.[cita requerida]
La RDA instaló un relieve para evitar este efecto, pero continuaba. Los dirigentes comunistas no tuvieron alternativa que decir que era un +, es decir, un signo del positivismo[cita requerida]

## Especificaciones técnicas
- Profundidad de la cimentación: entre 2,70 y 5,80 metros
- Diámetro exterior de la cimentación: 42 metros
- Diámetro de la bola: 32 metros
- La entrada al mirador está a 6,25 metros del suelo
- Existen 2 ascensores para visitantes
- Un ascensor para mantenimiento técnico y el personal de mantenimiento de las salas de instalaciones
- Una escalera de acero con 986 escalones
- Plataformas de evacuación a 188 y 191 metros del suelo
- El mirador se ubica a 203,78 metros del suelo
- El restaurante, a 207,53 metros
- Altura total de la torre: 368,03 metros
- A 216, 220 y 224 metros se encuentran las instalaciones de retransmisión para la radiodifusión sonora y televisiva y las salas para los metrólogos
- En la primera planta se encuentra, a 200 metros, el sistema de aire acondicionado; la planta de instalaciones superior alberga las centrales de gas para la extinción de incendios
- Plataformas de salvamento a 188 y 191 metros respectivamente
- 150 antenas diferentes para la transmisión de radio y televisión
- Área de transmisión de 20.000 metros cuadrados
- Peso del eje: 26.000 toneladas
- Peso de la esfera: 4.800 toneladas
- Superficie útil de la bola: 5.000 metros cuadrados

## Turismo y visitantes

Panorama de Berlín desde la torre de televisión.

La Berliner Fernsehturm no es sólo un instrumento de radiodifusión; es un emblema, una atracción turística y un lugar de celebración. Es el edificio de acceso público más alto de Europa y el segundo punto panorámico público más alto de Alemania, categoría que perdió en 2017, cuando concluyeron las obras de la torre de ensayo en Rottweil. Ya en los tres primeros años tras su inauguración, la torre de televisión recibió cuatro millones de visitantes . Después de la Reunificación, la media de turistas se ha estabilizado en aproximadamente 1,2 millones al año, procedentes de unos 90 países. De estos visitantes, alrededor del 60 % de los que acudieron en 2010 procedían del extranjero; los españoles encabezan la lista con un 8,1 %, seguidos de los italianos con el 7,6 % y los daneses con el 6,7 %. La bola cuenta con un aforo de 320 personas. De los hasta 5000 visitantes diarios que acuden a la torre, aproximadamente 1500 visitan el restaurante. En los tiempos de la RDA, la estancia en el Tele-Café estaba restringida a 60 minutos, y a 30 minutos en la planta del mirador.
Los dos ascensores transportan a 12 personas en aproximadamente 40 segundos hasta el mirador a 203 metros de altura, donde también se encuentra el bar más alto de Berlín. A través de 60 ventanas, se contempla una vista panorámica de toda la ciudad y sus alrededores. Asimismo, a 21 peldaños ascendentes desde la plataforma de observación, se encuentra el restaurante giratorio, a 207 metros de altura. Este restaurante gira 360° cada media hora. Por motivos de seguridad en caso de incendios, la cocina principal se encuentra en la base de la torre, por lo que la comida se transporta mediante un elevador hasta la planta del restaurante, donde se prepara en una pequeña cocina satélite. En el plan de protección contra incendios de la torre se incluye, además de dos plataformas de evacuación, una prohibición estricta del consumo de tabaco en todo el edificio. Las personas en silla de ruedas o con movilidad reducida no podrán visitar la torre de televisión, ya que en caso de emergencia no sería posible evacuarlas sin ayuda externa. Del mismo modo, tampoco podrán acceder por motivos de seguridad animales, cochecitos para bebés ni bultos grandes de equipaje.
Poco antes de cumplirse 42 años de su inauguración, el 14 de junio de 2011, el entonces alcalde de la ciudad, Klaus Wowereit, dio la bienvenida al visitante número 50 millones. Desde el mirador de la torre se observa toda el área urbana de Berlín. En días de buena visibilidad, la vista alcanza hasta el parque acuático Tropical Island, a aproximadamente 60 kilómetros de distancia.
La torre, abierta al público durante todo el año, cuenta con diferentes horarios estacionales. La última subida al mirador tiene lugar a las 23:30 h todos los días, mientras que el acceso al restaurante está permitido hasta las 23:00 h. El área pública puede alquilarse para ocasiones especiales, celebraciones, recepciones y otros eventos de un máximo de 200 personas . De igual modo, la torre ofrece la posibilidad de celebrar bodas civiles, para lo que se puede reservar el bar de la planta de observación durante una hora para la pareja y los invitados, con un máximo de 30 personas.